# لونه (شهر)
لونه (به آلمانی: Lünne) یک شهر  در آلمان است که در امسلاند واقع شده‌است. لونه ۱٬۷۹۴ نفر جمعیت دارد.